# Premio Vittorio De Sica

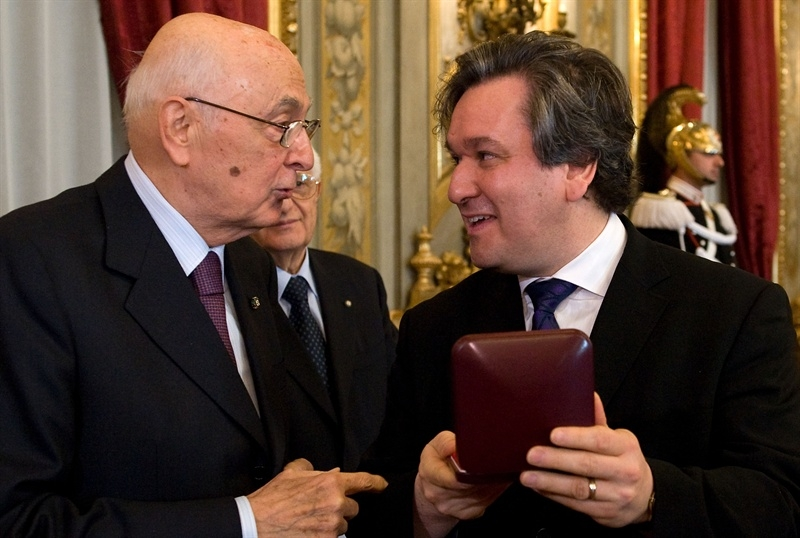
Il Presidente della Repubblica Giorgio Napolitano consegna il Premio Vittorio De Sica per la musica al direttore d'orchestra Antonio Pappano (2010)

Il Premio Vittorio De Sica, istituito nel 1975 da Gian Luigi Rondi, viene attribuito annualmente a personalità sia italiane che straniere che si siano distinte, nella loro intera carriera come nel corso dell'anno in esame, nel cinema e nelle altre arti, ma anche nell'ambito della cultura, delle scienze e nella società.
I premi consistono, materialmente, in una medaglia realizzata dallo scultore Pericle Fazzini.
Tra i vincitori del Premio possono essere ricordati: Vittorio De Sica, Ingmar Bergman, Marcello Mastroianni, Alberto Sordi, Mariangela Melato, Sergio Amidei, Age, Furio Scarpelli, Ennio Morricone, Ludovico Einaudi, Mario Cecchi Gori, Luigi De Laurentiis, Federico Fellini, Akira Kurosawa, Luca De Filippo, Vittorio Garatti, Giorgio Parisi, Alessandro Baricco, Piero Piccioni, Luis Bacalov, Luciano Berio, Claudio Abbado, Riccardo Chailly, Giorgio Faletti, Ferzan Özpetek, Francesco De Gregori, Flavio Emilio Scogna, Eugenio Scalfari, Luciana Littizzetto, Guido Strazza, Aldo Ciccolini, Andrea Bocelli, Michelangelo Pistoletto.
Il Presidente della Repubblica Italiana Giorgio Napolitano, sotto il cui "alto patronato" si trova il premio, ha consegnato personalmente in varie occasioni (ad esempio nel 2007 e nel 2009) i Premi Vittorio De Sica.
Un episodio rilevante risale al 29 settembre 2015, quando lo scrittore Stefano Benni rifiuta il premio come espressione di protesta per la scarsa attenzione dedicata ai fondi per la cultura da parte del Governo Renzi.

## Premi edizione 2012
Cinema Italiano
- Lino Capolicchio
- Paola Cortellesi
- Ludovico Einaudi
- Emidio Greco
- Luigi Lo Cascio
- Luciano Martino e Sergio Martino
- Giuseppe Rotunno
- Alessio Gallo e Francesca Riso

Altre Arti
- Architettura: Vittorio Garatti, Roberto Gottardi e Ricardo Porro
- Arti visive: Jannis Kounellis
- Circo equestre: Egidio Palmiri
- Divulgazione storica: Gianni Minà
- Editoria: Roberto Calasso
- Letteratura: Claudio Magris
- Musica: Riccardo Muti
- Pittura: Gillo Dorfles
- Poesia: Pierluigi Cappello
- Società: Bianca Berlinguer

## Premi edizione 2014

### Cinema Italiano
- Alessandro Benetton – Distributore

Per la sua vitalità nel settore dell'imprenditoria una volta prestato al cinema dalla grande industria
- Luca Bigazzi - Direttore della fotografia

Per quelle splendide immagini che la sua fotografia ne fa a pieno diritto uno degli autori principali dei film
- Lionello Cerri – Produttore

Per l'incontro felice che ha operato all'interno del cinema fra la produzione, l'esercizio, la distribuzione
- Gianluca Farinelli - Cineteca di Bologna

Perché la sua Cineteca di Bologna è riuscito, attraverso gli anni, a trasformarla in un prezioso punto di riferimento per quanti amano il cinema di ieri ma anche quello di oggi
- Marco Giallini – Attore

Per il suo pieno dominio dell'arte della recitazione, al cinema soprattutto, ma anche in teatro e in televisione
- Alba Rohrwacher – Attrice

Per la vibrante sensibilità di tutte le sue interpretazioni affinate attraverso gli anni da esperienze via via sempre più mature
- Amedeo Salfa – Montatore

Per la passione e l'impegno dedicati alla sua professione di montatore specie quando è messa soprattutto al servizio delle regie di Pupi Avati
- Sydney Sibilia - Regista esordiente

Per l'esordio particolarmente felice con il film Smetto quando voglio in grado di ottenere sia il plauso della critica sia quello del pubblico
- Ettore Scola - Regista per Che strano chiamarsi Federico

Per il merito di avere riportato in vita, sia con repertorio che con episodi abilmente ricreati non solo il mito del grande Fellini in Che strano chiamarsi Federico ma con un florilegio di immagini di suoi film che da oggi sono un felice contributo alla conoscenza diretta della sua arte.
-Il regista non ha potuto ritirare il Premio di persona per le conseguenze di una caduta.
- Walter Veltroni - Regista per Quando c'era Berlinguer

Per il fervido impegno cinematografico sostenuto da una profonda passione politica con partecipazione diretta e felicemente dimostrata dal suo bellissimo film Quando c'era Berlinguer in ricordo dell'On.le Enrico Berlinguer, Segretario politico del Partito Comunista Italiano, nel 30º della sua scomparsa

### Altre arti
- Guido Strazza - Arti visive

Per una vita dedicata all'arte e al suo insegnamento, esempio di coerenza e professionalità che ha quale componente essenziale la sperimentazione delle tecniche incisorie, pilastri della sua personalità artistica premiata anche in sede internazionale
- Duccio Trombadori - Critica d'arte

Critico d'arte finissimo, non solo sulle orme del padre, Antonello Trombadori, ma per aver operato a vario titolo e a più riprese all'interno della Biennale di Venezia
- Laura Delli Colli - Critica cinematografica

Per le sue feconde esperienze nel campo della comunicazione del cinema sia come valentissima critica sia per oltre un decennio con la sua Presidenza del Sindacato Nazionale Giornalisti Cinematografici Italiani
- Paolo Mereghetti - Critica cinematografica

Per aver, insieme con l'esercizio intelligente e competente della critica cinematografica, curato quel Dizionario dei film che un anno dopo l'altro è la guida sicura per poter conoscere e approfondire tutti i film usciti nelle nostre sale
- Edizioni Sabinae/ Simone Casavecchia – Editoria

Per l'ampiezza di interessi che, sotto la guida del direttore editoriale Simone Casavecchia, hanno dimostrato in quest'ultimo decennio con attenzioni particolari per il cinema
- Bompiani/ Elisabetta Sgarbi – Editoria

Per lo splendido impulso che come direttore editoriale, ha saputo dare da anni alle Edizioni Bompiani, con i suoi suggerimenti, le scelte finissime degli autori da pubblicare, le abili, intelligenti collane. Da ultimo, ma non per ultimo quell' importante Festival La Milanesiana diviso fra letteratura, musica e cinema
- Roberto Vecchioni – Musica

Per l'importanza che dai Sessanta in poi è riuscito a far assumere alla musica popolare italiana prima con i suoi testi per le canzoni di altri poi con le sue stesse bellissime canzoni premiate dovunque anche a Sanremo
- Gerardo Marotta - Studi filosofici

Per il fervido impulso dato in Italia agli studi filosofici grazie soprattutto a quell'Istituto Italiano di Studi Filosofici di cui è Presidente a vita e con cui tiene rapporti diretti e approfonditi con numerose e qualificate istituzioni nel mondo
- Ascanio Celestini – Teatro

Artista poliedrico dalle molte esperienze professionali specialmente in teatro. Sempre dominandole con grande fervore sia come drammaturgo, sia come attore, sia come regista
- Emma Dante – Teatro

Una delle personalità più straordinarie e creative della scena italiana. Attrice, regista teatrale, autrice drammatica. Specialmente con quella sua compagnia Sud Costa Orientale che le ha consentito di rappresentare autori di oggi e di ieri, con grande competenza anche filologica, da Gaspare Gozzi, a Garcia Marquez, a Frederic Duerrenmatt
- Francesca Benedetti - Teatro

Per la sua appassionata dedizione al teatro dagli anni Sessanta in poi con interpretazioni di assoluto prestigio di autori classici e contemporanei sotto la guida di registi sempre fra i migliori da Ronconi a Strehler, a Zanussi, a Chéreau

### Scienze e Società
- Fabiola Gianotti – Fisica

Per i risultati ottenuti con le sue ricerche scientifiche al CERN di Ginevra specialmente con l'esperimento ATLAS dal 2009 al 2013, il periodo in cui si è avuta la scoperta del bosone di Higgs
- Romano Prodi - Società

Per essere stato e per esserlo anche oggi l'intelligente indicatore e realizzatore della linea da seguire in politica soprattutto, ma anche in economia. Con l'augurio caldissimo che ci sia vicino per aiutarci a costruire l'Italia sempre con lui